# Глибина занурення підводного човна

Залежність радіусу виявлення від глибини занурення підводного човна. Літак виявляє човен біля поверхні (пунктирні лінії), але не виявляє човен на глибині (при h < h', маємо R > R)

Глибина занурення підводного човна - найважливіша тактична характеристика та основний параметр підводного човна, яка визначає її можливості діяльності під водою, прихованість та невразливість. Чим вища глибина занурення, тим менша ймовірність виявлення підводного човна та ураження її відповідною зброєю. Глибина визначається характеристиками міцності корпусу підводного човна, а також складністю та габаритами системи занурення та спливання.
Особовий склад субмарини під час занурення може зазнавати різноманітних фізіологічних складнощів, якщо тиск повітря всередині субмарини буде дорівнювати тиску води назовні. Це є небезпечно, адже при високих тисках кисень стає токсичним і небезпечним для людини. Тому якщо всередині підтримується нормальний атмосферний тиск, корпус повинен витримувати будь-яку силу тиску, яку створює вода — набагато більшу, ніж атмосферний тиск — і уникати появи залишкових деформацій. Тиск води зовні зростає із глибиною, а отже, ймовірність виникнення деформацій також зростає. На кожні 10 метрів занурення під воду тиск зростає на одну атмосферу (100 кПа), отже тиск становитиме 31 атмосферу (з огляду на тиск на поверхні) на глибині 300 метрів.

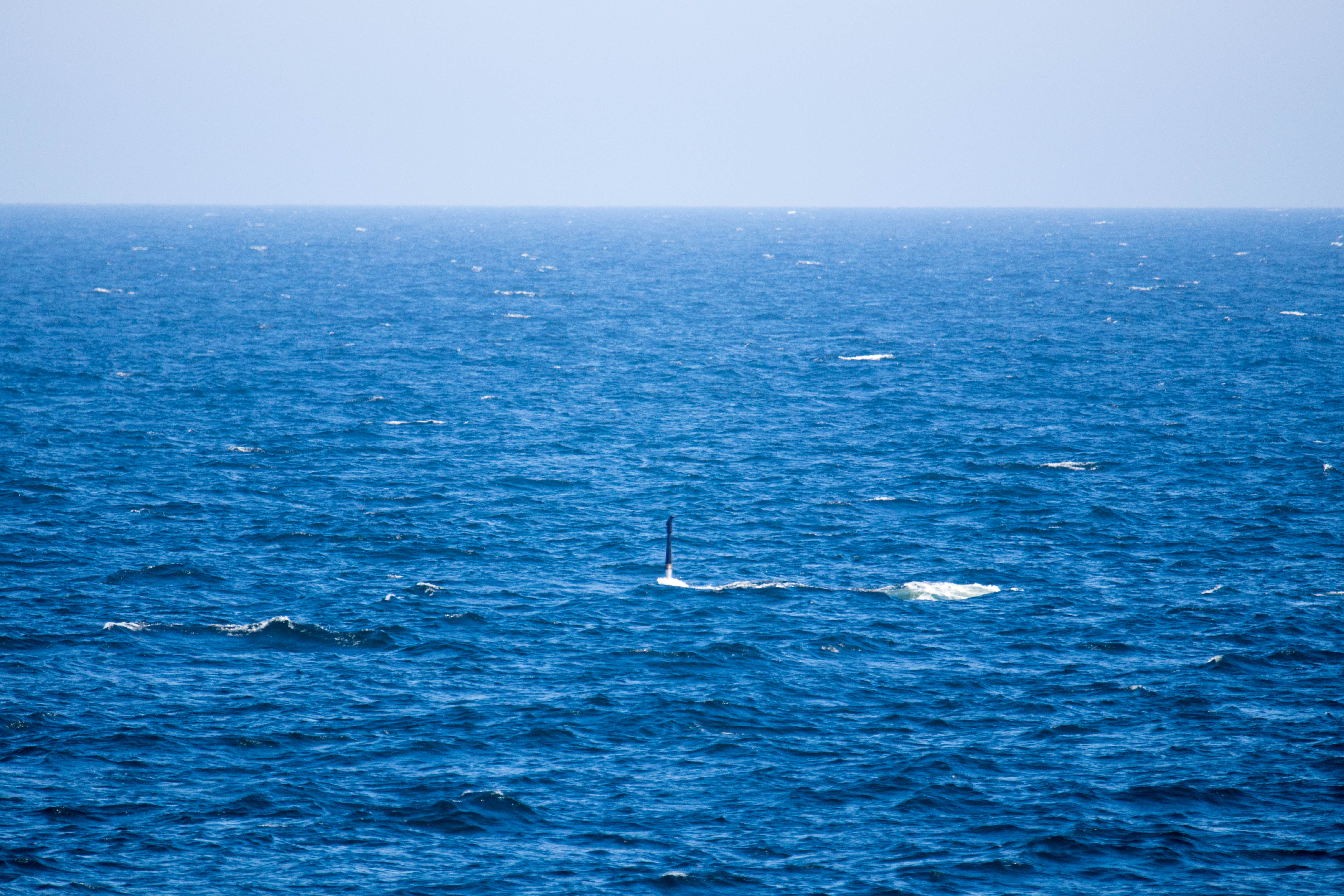
Підводний човен на перископній глибині, вид з поверхні води.

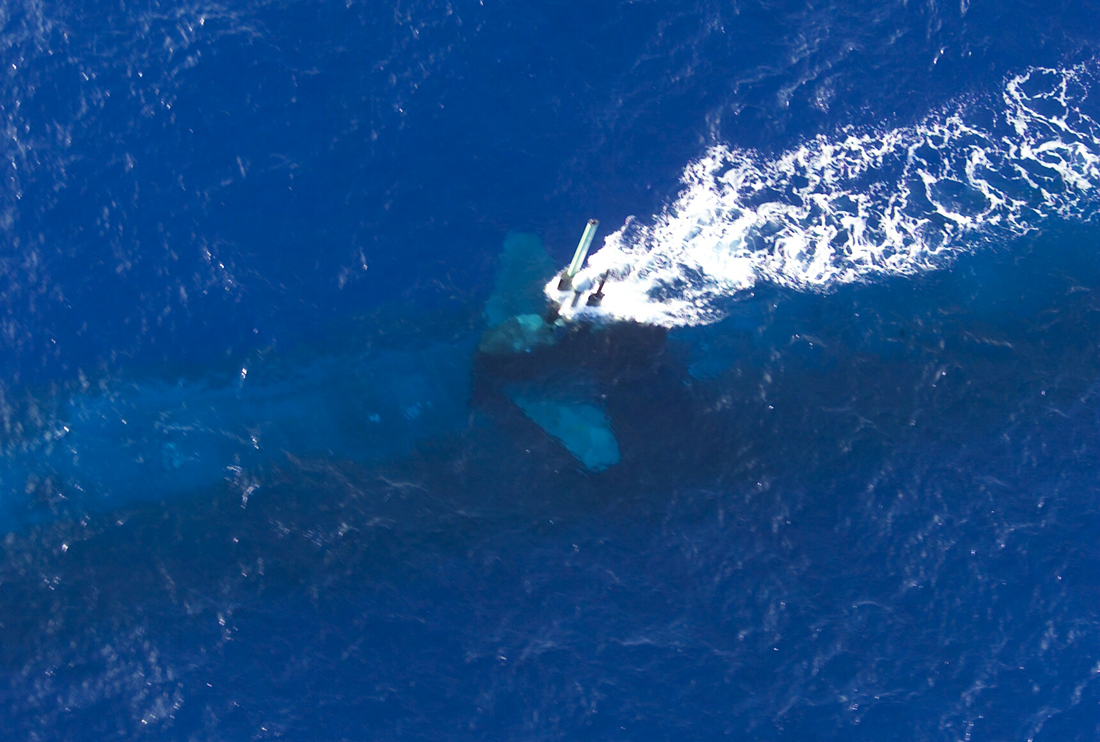
Підводний човен на перископній глибині. Вид з вертольота.

Перископна глибина занурення (англ. periscope depth) - глибина занурення судна, на якій ще є змога використання перископа підводного човна з метою нагляду за ситуацією на поверхні води. Зазвичай для використання на перископній глибині були розроблені інші висувні пристрої підводних човнів, наприклад, шноркель, навігаційні комплекси, антени радіозв'язку. Історично перископна глибина визначалася довжиною висувної частини перископа та поступово збільшувалася до 8-15 метрів у другій половині XX століття.

### Випробна глибина
Випробна глибина занурення (англ. test depth) - глибина, на якій підводний човен може без обмежень перебувати у звичайних мирних умовах. Вона визначається на ходових випробуваннях підводного човна. Згідно з вимогами ВМС США  випробна глибина повинна становити 2/3 від проєктної глибини, відповідно до вимог ВМС Великобританії — 4/7 від проєктної глибини, згідно з вимогами ВМС Німеччини — половину від проєктної глибини занурення судна .

### Робоча глибина
Робоча глибина або максимальна оперативна глибина (англ. maximum operating depth) - пікова глибина, на якій тривале перебування не порушує роботи систем та пристроїв підводного судна. Зазвичай, становить 80-85% граничної глибини занурення.
Збільшення робочої глибини підводних суден було важливою задачею для кораблебудівників XX ст, тому що це безпосередньо впливало на прихованість та виживаність підводних човнів. Значний поступ у цій галузі безпосередньо залежав від прогресу у створенні  нових високоміцних матеріалів та технологій для їх опрацювання. Від звичайної конструкційної сталі, кораблі перейшли до високоміцної сталі, а в Радянському Союзі ще й до титанових сплавів, які мали значну перевагу за сталь за питомою міцністю. Проте також були й набагато дорожчі.
У першій половині XX століття, а також під час Першої світової війни робоча глибина левової частки субмарин становила 30-50 метрів. Під час Другої світової війни робочу глибину суден вдалося збільшити в декілька раз до 200 метрів. Перші атомні підводні човни були спроєктовані відповідно до стандартів для роботи на глибині 300 метрів. У Радянському Союзі збільшення робочої глибини занурення стало основним пріоритетом корабельного конструювання, внаслідок чого К-278 «Комсомолець» у 1985 році встановила чинний рекорд глибини занурення підводних човнів, який складає 1027 метрів.
Доведено, що  підводні човни типу «Трешер», які є на озброєні ВМС США здатні занурюватися на 1300 футів (приблизно 400 метрів).

### Розрахункова глибина
Розрахункова глибина -- це номінальна глибина, яка використовується для тактичних та технічних вимог до підводного судна. Завдяки розрахунковій глибині проєктні бюро розраховують товщину корпусу, водотоннажність підводного човна та інші параметри субмарини. Оскільки конструктори під час ведення розрахунків використовують коефіцієнти запасу міцності, то розрахункова глибина завжди буде меншою за граничну глибину. Співвідношення граничної до розрахункової глибини складає коефіцієнт безпеки. Як правило цей коефіцієнт повинен дорівнювати від 1,4 до 2,2.

### Гранична глибина

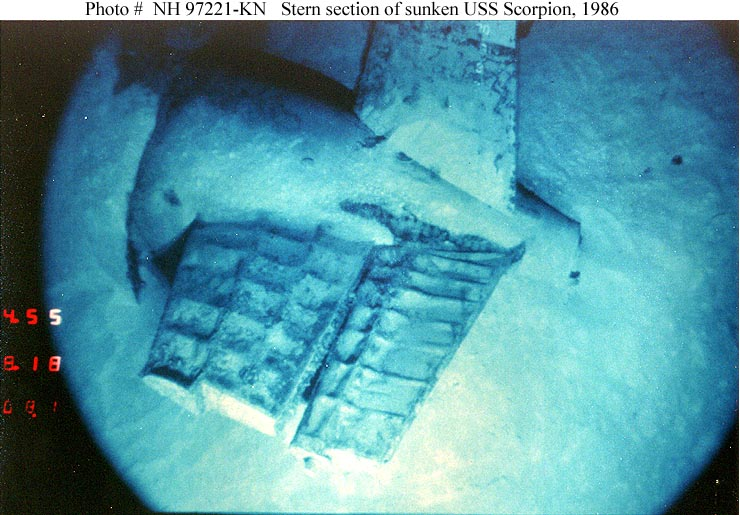
Хвостовий край субмарини, що провалилася за граничну глибину та затонула USS Scorpion (SSN-589). Чітко видно деформації від надлишкового тиску. Глибина понад 3 км.

Гранична глибина (англ. crush depth) -- це максимальна глибина занурення субмарини, яка не супроводжується залишковими деформаціями корпусу підводного судна. Гранична глибина завжди вираховується конструкторськими бюро, проте майже завжди є приблизною. В документах часів Другої світової війни часто зустрічаються повідомлення, що субмарини при досягненні граничної глибини були вимушені відкачувати воду і лише потім успішно випливали. 
Проте є підозри, що військові, які складали звіти могли сплутати граничну глибину з випробувальною.